# Une nuit aux Baléares
Pour plus de détails, voir Fiche technique et Distribution.
Une nuit aux Baléares est un film français réalisé par Paul Mesnier et sorti en 1957.
Le film est tiré de l'opérette du même nom créée au Théâtre de l'Etoile deux ans auparavant.

## Fiche technique
- Réalisation : Paul Mesnier
- Scénario :  Paul Mesnier, Guy Plazanet
- Musique : Louis Gasté
- Photographie : René Colas
- Montage : Fanchette Mazin
- Production :  Taurus Films
- Distribution :  StudioCanal Films Limited
- Pays de production :  France
- Format : Couleur (Ferraniacolor) - 2,35:1 - 35 mm - Son mono
- Genre : Comédie musicale
- Durée : 90 minutes
- Année de sortie : 1957

## Distribution
- Georges Guétary : Miguel de Santa Floris
- Claude Bessy : Alma Vargas
- Jean-Marc Thibault : Pierrot
- Andrée Servilange : Nelly Burma
- Denise Grey : Marguerite Vargas
- Robert Arnoux : Loulou
- Bernard Lajarrige : Dysian Mekanovitch
- André Gabriello : Fernand
- Guy Marly
- Lucien Callamand